# Let The Sparks Fly
Let The Sparks Fly е първият сингъл, издаден от канадската банда Thousand Foot Krutch от шестия си студиен албум The End Is Where We Begin. Песента се изкачва в Billboard US Active Rock под #37, в Billboard US Rock Songs под #45, а дебютира в Billboard US под #14.